# Principio de covariancia
El principio de covariancia o principio general de relatividad establece que las leyes de la Física deben tomar la misma forma en todos los marcos de referencia. Esto es una extensión del principio de relatividad especial. El principio de covariancia es una de las motivaciones principales que llevaron a Einstein a generalizar la teoría de la relatividad especial.

## Introducción
Las ecuaciones de la mecánica newtoniana presuponían que el espacio y el tiempo eran magnitudes absolutas, de carácter universal. Sin embargo, este esquema era incompatible con la relatividad especial, cuyo axioma principal afirmaba que cada observador, dependiendo de su velocidad, tenía un tiempo local y un marco espacial diferente.
De ahí que la ecuación gravitatoria de Poisson tuviese que ser reformulada, puesto que la densidad de masa es un concepto que depende de dos magnitudes fundamentales: La primera de ellas es la masa, que es una magnitud cuya medición depende del sistema de coordenadas que escojamos y que ha de ser sustituida por la única magnitud conservada e invariante ante las transformaciones de Lorentz, el tetramomentum. La segunda de estas magnitudes es el espacio, que experimenta una contracción sensible en aquellos marcos que se muevan a grandes velocidades. Por este motivo, la densidad de masa no es un parámetro invariante, sino que su medición da resultados diferentes conforme se modifica la velocidad del observador.
El problema se plantea asimismo en el marco de las ecuaciones de Maxwell, que también contienen gradientes y derivadas temporales, y por lo tanto no son transformables.
Se hace necesario por tanto, reformular las principales ecuaciones de la mecánica clásica y la teoría electromagnética para que sean válidas para todos los sistemas de referencia. Para ello dichas leyes han de expresarse tensorialmente: Sus "ingredientes" han de venir constituidos por elementos que permanezcan invariantes ante las transformaciones de Lorentz, como las constantes o los escalares, o que sean transformables de acuerdo a ellas (es el caso de los tensores).
| Ley física                                  | Formulación newtoniana (no covariante)                                                                                               | Formulación relativista (covariante)                                                                                      |
| ------------------------------------------- | --- | --- |
| Segunda ley de Newton                       | {\displaystyle \ F=ma} | {\displaystyle f^{\alpha }=m\left({\frac {du^{\alpha }}{d\tau }}+\Gamma _{\beta \mu }^{\alpha }u^{\beta }u^{\mu }\right)} |
| Ecuación de Poisson (caso gravitatorio)     | {\displaystyle \nabla ^{2}\Phi _{g}=-4\pi G\rho _{m}}                                                                                | {\displaystyle R^{\alpha \beta }-{\frac {1}{2}}g^{\alpha \beta }R=kT^{\alpha \beta }}                                     |
| Ecuación de Poisson (caso electromagnético) | {\displaystyle \nabla ^{2}\Phi _{e}={\frac {\rho _{e}}{\epsilon _{0}}}} {\displaystyle \nabla ^{2}\mathbf {A} =\mu _{0}\mathbf {j} } | {\displaystyle \partial _{\mu }\partial ^{\mu }A^{\alpha }=\mu _{0}J^{\alpha }}                                           |
| Fuerza de Lorentz                           | {\displaystyle \ F=q(E+v\times B)}                                                                                                   | {\displaystyle f^{\alpha }=qF_{\beta }^{\alpha }u^{\beta }}                                                               |

## Formulación
El principio de covarianza general afirma que las leyes o ecuaciones fundamentales de la física deben tener la misma forma para cualquier observador sea cual sea el estado de movimiento de éste. La objetividad del mundo material requiere que las medidas hechas por diversos observadores sean relacionables mediante leyes de transformación fijas:
1. Matemáticamente el principio de covariancia implica que las leyes de la física deben ser leyes tensoriales en el que las magnitudes medidas por diferentes observadores sean relacionables de acuerdo a la transformación de coordenadas de cada observador.
2. Físicamente el principio de covariancia depende de que para diversos sistemas de referencia coordenados no exista procedimiento físico para distinguir entre ellos. Influido por el principio de equivalencia y otras observaciones, Einstein y otros llegaron a teorizar que era posible construir una teoría donde todas las ecuaciones pudieran ser escritas en una forma suficientemente general como para tener la misma forma en cualquier sistema de coordenadas.

## Ejemplo de aplicación
Un ejemplo de los requerimientos del principio de covarianza es el equivalente relativista de la segunda ley de Newton que se escribe para cualquier sistema de coordenadas {\displaystyle x^{i}}, en términos del tiempo propio ({\displaystyle \tau }), los símbolos de Christoffel ({\displaystyle \Gamma }) del sistema de coordenadas y las componentes de la cuadrifuerza ({\displaystyle F}) como:

{\displaystyle m\left({\frac {d^{2}x^{i}}{d\tau ^{2}}}+\Gamma _{jk}^{i}{\frac {dx^{j}}{d\tau }}{\frac {dx^{k}}{d\tau }}\right)=F^{i}}

Así la distinción aparente entre sistemas inerciales y no inerciales de la mecánica newtoniana era ilusoria y desaparece en relatividad general, ya que aquellos no son más que sistemas en los que los símbolos de Christoffel que aparecen en la expresión anterior se anulan, y por tanto, los sistemas inerciales son sólo un caso particular de sistema de referencia, pero no un tipo privilegiado o de ningún modo destacado de sistema de referencia, una vez las leyes se formulan en la forma covariante adecuada.